# Kamienica Pod Złotą Koroną we Wrocławiu
Kamienica Pod Złotą Koroną (niem. Haus zur Goldenen Krone) – kamienica na wrocławskim rynku, na jego wschodniej pierzei, na tzw. stronie Zielonej Trzciny lub Zielonej Rury (niem. Grüne-Rohr-Seite); była jedną z najwcześniejszych dzieł śląskiego renesansu.

## Historia i architektura kamienicy

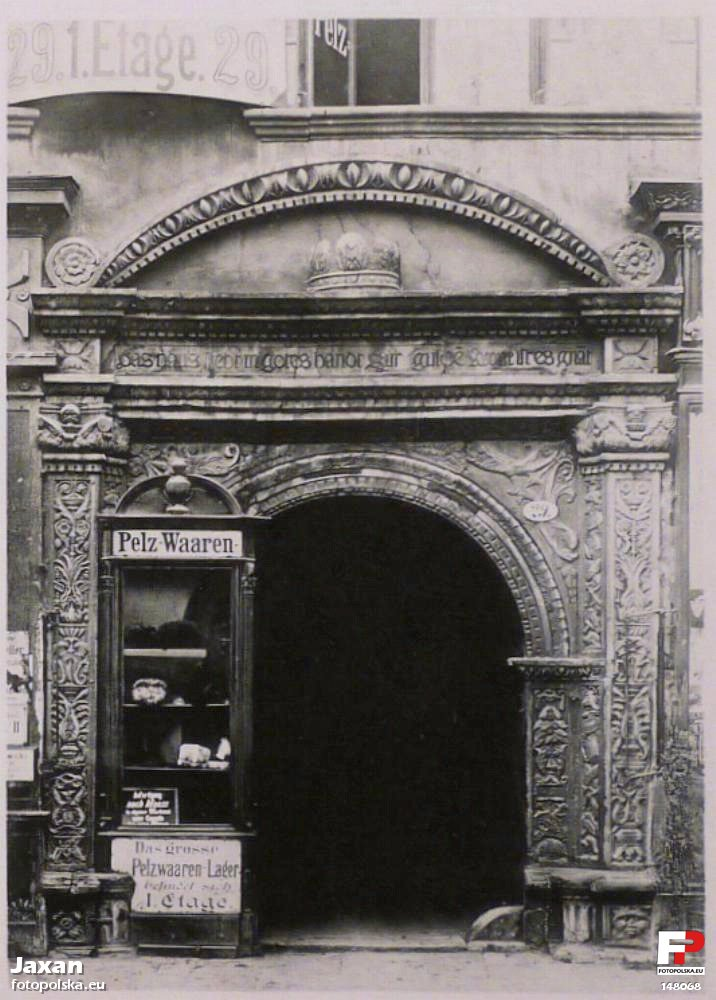
Kamienny portal z 1528

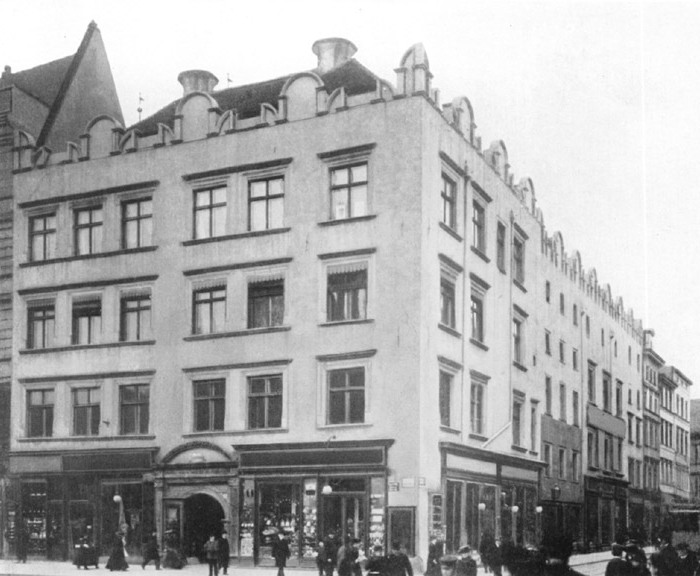
Kamienica Pod Złotą Koroną w latach 1900–1902

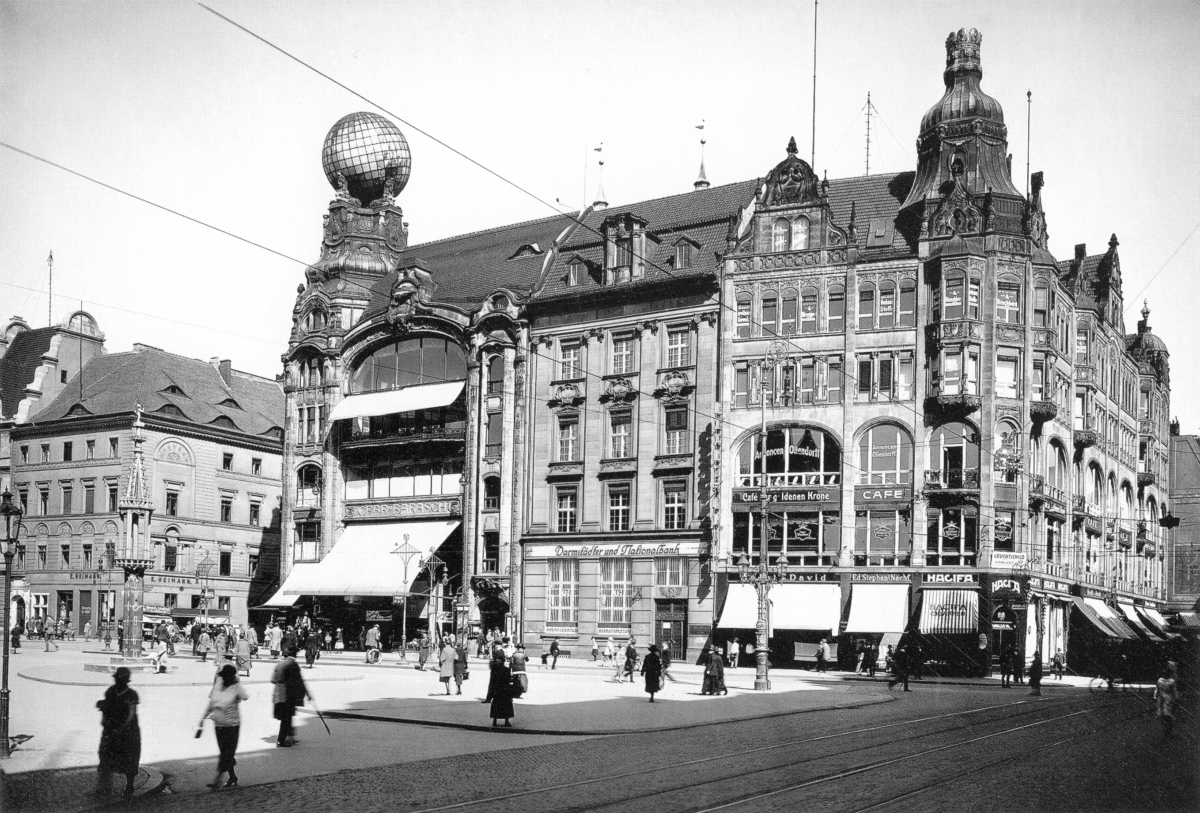
Dom handlowy „Goldene Krone” wybudowany w 1906 (z prawej strony) i widoczny dom towarowy braci Barasch po lewej

Istnienie kamienicy udokumentowane jest od XV wieku; z 1471 zachowała się informacja o znajdującej się wówczas w kamienicy winiarni walońskiej lub włoskiej, przy czym Mateusz Goliński identyfikuje winiarnię w przeciwległym narożniku Rynku, w kamienicy 27–28. Według historyka Normana Daviesa kamienica należała wówczas do biskupa wrocławskiego Jana Thurzo.
W 1521 kamienica została zakupiona przez kupca Johana von Holtza z Kolonii, który dwa lata później rozpoczął jej modernizację trwającą do 1528. Zmiany architektoniczne nosiły cechy architektury lombardzkiego quattrocenta, a jego autorem był prawdopodobnie włoski budowniczy Vincenzio da Parmataro, pierwszy budowniczy działający we Wrocławiu znany z nazwiska od 1518. Nad jednym z okien południowej elewacji znajdowała się data „1521”. W wyniku tych zmian powstał budynek dwuczłonowy na planie wydłużonego prostokąta z dziedzińcem wewnętrznym. Rynkowe skrzydło narożne miało cztery kondygnacje o dwóch traktach z sienią przelotową pośrodku oraz sześcioosiową fasadę od strony Rynku i trzyosiową fasadę od strony południowej, zakończoną śląsko-polskimi attykami o charakterystycznym dla nich wydłużeniu horyzontalnym, które w kolejnych latach stanowiły wzór dla innych tego typu budowli na Śląsku, m.in. attyki w belwederach zamków w Ząbkowicach Śląskich i Brzegu, w Czechach czy na Spiszu. Kamienica została pokryta dwoma dachami dwuspadowymi zastąpionymi w XVIII wieku dachem mansardowym. Wejście główne na osi fasady rynkowej zdobił bogato rzeźbiony, edikulowy portal kamienny z wyryta datą „1528”, autorstwa kamieniarzy Hansa Lindnera i Hansa Richtera z warsztatu architekta Wendela Roskopfa oraz anonimowego mistrza znanego z prac przy domu kapituły przy pl. Katedralnym 16 i ratuszu w Lwówku. Portal zwieńczony był segmentowym naczółkiem i pilastrami dekorowanymi ornamentem kandelabrowym. Pod łukiem znajdowała się rzeźba korony, a na fryzie belkowania znajdował się napis „Das haus steht in Gottes Handt Tzur gulde Krone ist es gnat” (tł. wolne: Dom ten jest w rękach bożych i „pod złotą koroną” jest zwany). 
Kolejne modernizacje przeprowadzano po 1557, kiedy to budynek został rozbudowany i ok. 1600.
Na przełomie wieków XVI i XVII do kamienicy przyłączono trzy sąsiednie domy stojące przy ulicy Oławskiej. Dla uzyskania spójności połączono je attyką, murowanymi galeriami na dziedzińcu oraz figuralną dekoracją elewacji, w późniejszym okresie zastąpioną boniowaniem. Dołączone skrzydło miało trzytraktowy układ, z dziedzińcem znajdującym się w miejscu, gdzie pierwotnie znajdowały się środkowe trakty gotyckich budynków. Komunikację pomiędzy nowo dołączoną częścią a starą kamienicą zapewniały kamienne galerie znajdujące się na drugiej i trzeciej kondygnacji. We wnętrzu kamienicy znajdowały się piaskowe kolumny jońskie i korynckie podtrzymujące węgary okienne dwóch kondygnacji. Pod koniec XVII wieku fasada od Rynku została przyozdobiona polichromią ze scenami figuralnymi i z motywami roślinnymi. W 1801 w kamienicy znajdowała się resursa. Według Krystyny Kirchner: „budynek był wybitnym przykładem renesansowej architektury na wrocławskim Rynku”. Do 1904 w budynku swoją siedzibę miał, założony w 1826, Bankhaus Gebrüder Guttentag; wejście do banku znajdowało się od strony ul. Oławskiej 87. W 1904 bank przeniósł się do kamienicy przy ul. Świdnickiej 3/4.

### Nowy dom handlowy Goldene Krone
W 1904, na mocy decyzji nowych właścicieli, kupców, kamienica została rozebrana, a na jej miejscu wybudowano secesyjny dom handlowy „Goldene Krone”, wzorowany na domach towarowych Berlina. Jego projektantami byli Heinrich Joseph Kayser i Karl von Großheim. Kamienica posiadała narożną renesansową wieżyczkę z pozłacaną koroną, przez co dobrze komponowała się z sąsiadującym domem towarowym braci Barasch oraz gęsty rytm okien na górnych piętrach. Trzy dolne handlowe piętra wyposażone były w wielkie zwieńczone łukowo okna witrynowe. Parter zajmowało pięć sklepów, do których prowadziły osobne wejścia; na wyższe pietra prowadziły dwie klatki i windy. Elewacja pokryta była piaskowcem i posiadała duże przeszklone witryny na parterze. Renesansowy portal wejściowy został usunięty i przeniesiony do powstającego w tym samym czasie nieistniejącego już budynku Archiwum Państwowego znajdującego się przy dzisiejszej ul. Marii Curie-Skłodowskiej 13; został zniszczony podczas budowy lotniska w 1945 roku. W budynku znajdowały się siedziby różnych firm m.in. „Hecht & David”, „Rosenbach & Königsfeld”, „Krakauer”, „Freund & Kuttner”, „Guttentag & Co”, kawiarnia „Goldene Krone” („Złota Korona”) istniejąca w tym miejscu już w okresie napoleońskim, czy też restauracja „Ring-Automat” (druga restauracja o tej samej nazwie znajdowała się na pl. Solnym).
Powierzchnia handlowa wynosiła 2000 m². Budynek był nowoczesnym domem handlowym wyposażonym w najnowocześniejsze rozwiązania techniczne i wzniesiony był z zachowaniem wysokich norm przeciwpożarowych, zwłaszcza jego konstrukcja.

## Po II wojnie światowej
W wyniku działań wojennych w 1945 kamienica uległa całkowitemu zniszczeniu; zachował się niepalny stalowy szkielet, klatka schodowa, a w części parterowej dzięki masywnym stropom zachowały się witryny i wejście. Wszystkie wyższe piętra były wypalone, budynek był pozbawiony dachu. Bardzo szybko na parterze otwarte zostały różne sklepiki i lokale usługowe. W 1946 roku budynek został przekazany Centrali Gospodarczej Spółdzielni Wytwórczych i Konsumpcyjnych „Solidarność” Oddział na Dolny Śląsk we Wrocławiu, powołanej do koordynowania działalności spółdzielni żydowskich. Po niewielkim remoncie w części parterowej i na pierwszym piętrze, w 1947 roku został otwarty sklep, nazwany przez spółdzielnię domem towarowym. W spółdzielni początkowo pracowały trzy osoby, a w 1948 roku zrzeszała już 250 osób w stu dolnośląskich spółdzielniach. W 1948 roku na I piętrze działał fotoplastykon.
W latach 1957–1960 budynek, według projektu Zbigniewa Politowskiego, został odbudowany na wzór kamienicy sprzed 1906, z attyką i z renesansowym portalem przeniesionym z kamienicy stojącej przy ul. Kazimierza Wielkiego 28. Jej forma miała nawiązywać do architektury weneckiej z kręgu Pietra Lombardo. W 1959 lub 1963 na elewacjach kamienicy umieszczono dekorację ceramiczną, m.in. złotą koronę na węgle budynku, zaprojektowaną przez Irenę Lipską-Zworską (wykonaną we współpracy z Krystyną Cybińską, Rufinem Kominkiem i Haliną Olech). Pod adresem Rynek 29 swoją siedzibę miało biuro podróży „Orbis”, a na I piętrze biuro projektów „Pod Kroną”. Obecnie znajduje się tu bank Credit Agricole oraz biura poselskie.

## 3. W latach 1948-1995 w części budynku od strony ul.Oławskiej 2 ( od 1piętra do 3 piętra ) mieściło się Miejskie Biuro Projektów we Wrocławiu . Obiegowo nazywane Biurem Projektów  pod Koroną. W parterze budynku od strony Szewskiej r.Oławskiej znajdował się PEWEX. Po roku 1989r Bank PeKaO S.A.
1. ↑  Polichromie są widoczne na rycinie autorstwa Nicolausa Häubleina z 1668.
2. ↑  Bank w 1913 został przejęty przez Dresdner Bank.